# Volgorétxensk
Volgorétxensk (en rus Волгореченск) és una ciutat de l'óblast de Kostromà (Rússia) a la riba dreta del Volga, a 39 km al sud de Kostromà. Volgorétxensk va ser fundada el 1964 pel personal de la central hidroelèctrica de Kostromà. El 1964 va rebre l'estatus de ciutat.
| 1989   | 2000   | 2002   | 2007   | 2009   | 2010   |
| ------ | ------ | ------ | ------ | ------ | ------ |
| 15 966 | 18 900 | 18 164 | 17 700 | 17 632 | 17 565 |